# Canal Odisseia
Odisseia (ou Odisea em Espanha) é um canal dedicado em exclusivo ao documentário em todos os seus géneros (culturas; mundo; tecnociência; natureza e por vezes especiais de outros géneros), com produções nacionais e internacionais e uma aposta na produção própria.
As suas primeiras emissões regulares começaram em abril de 1996.
O Odisseia emite 24 horas durante os sete dias da semana e oferece documentários sempre relacionados com o género: natureza, ciência, cultura, história e outros.
O Odisseia está disponível em todos os operadores de Portugal e Espanha tanto por satélite, cabo ou IPTV.